# Aoi
Aoi (jap. あおい, アオイ) – imię japońskie, używane jest także jako nazwisko. Oznacza „malwa” lub „niebieski”. Imieniny obchodzi 27 marca.

## Możliwa pisownia
Aoi można zapisać, używając wielu różnych znaków kanji i może znaczyć m.in.:
- 葵, „malwa”
- 青, „niebieski”

jako nazwisko
- 青井
- 蒼井

## Znane osoby
o imieniu Aoi
- Aoi (葵), wokalista japońskiego zespołu Ayabie
- Aoi (葵), gitarzysta japońskiego zespołu The Gazette
- Aoi Miyazaki (あおい), japońska aktorka
- Aoi Tada (葵), japońska seiyū i piosenkarka
- Aoi Teshima (葵), japońska seiyū i piosenkarka
- Aoi Yūki (碧), japońska seiyū

o nazwisku Aoi
- Futaba Aoi (葵), japońskie duo mangaków
- Yū Aoi (蒼井), japońska aktorka i modelka

## Fikcyjne postacie
- Aoi Asahina (葵), bohaterka serii Danganronpa
- Aoi Fukasaku (葵), bohaterka mangi Coppelion
- Aoi Futaba (葉), bohater mangi i serii anime Taiho shichau zo
- Aoi Hōsen (あおい), bohaterka mangi i anime Infinite Ryvius
- Aoi Kimidori (葵), bohaterka serii Dr. Slump
- Aoi Kiriya (あおい), główna bohaterka anime Aikatsu!
- Aoi Kiriya (葵), główny bohater mangi Kare First Love
- Aoi Kunieda (葵), bohaterka mangi i anime Beelzebub
- Aoi Matsubara (葵), bohaterka serii  To Heart
- Aoi Oribe (麻緒衣), bohaterka serii Myself; Yourself
- Aoi Sakuraba (葵), główna bohaterka serii Ai yori aoshi
- Aoi Tōsaka (葵), bohaterka light novel i anime Fate/Zero
- Aoi Kurashiki (倉式 葵 ), bohater gry Nine Hours, Nine Persons, Nine Doors

o nazwisku Aoi
- Jun Aoi, bohater mangi i anime Martian Successor Nadesico
- Leo Aoi (蒼井), główny bohater mangi Beast Master
- Nagisa Aoi (蒼井), główna bohaterka light novel, mangi i anime Strawberry Panic!
- Sena Aoi (蒼井), bohaterka gry, serii mang i anime Chaos;Head
- Takuma Aoi (青井), bohater z filmu Battle Royale II: Requiem